# Реактив Бёрджесса
Реактив Бёрджесса (метил-N-(трииэтиламмонийсульфонил)карбамат) — реагент, применяемый в органическом синтезе для мягкой дегидратации вторичных и третичных спиртов до соответствующих алкенов. Дегидратация протекает стереоспецифично через син-элиминирование, соответственно геометрия образующегося алкена зависит от заданной конфигурации исходного спирта. Разработан американским химиком Эдвардом Бёрджессом в 1968 году.

## Механизм
Реактив Бёрджесса образует со спиртами сульфамат, который подвергается син-элиминированию с образованием алкена.

## Получение
Реагент Бёрджесса получают из хлорсулфонилизоцаната и метанола с последующей обработкой  триэтиламином в бензоле: